# Skeeter Henry
Skeeter Henry, né le 8 décembre 1967 à Dallas (États-Unis), est un ancien joueur de basket-ball professionnel de nationalité américaine. Il mesure 1,98m.

## High School
- ????-1986 :  South Grand Prairie HS

## Collège
- 1986-1988 :  Midland JC

## Université
- 1988-1990 :  University of Oklahoma (NCAA)

## Clubs successifs
- 1990-1991 :  Tornados de Pensacola (CBA)
- 1991-1992 :  Bimingham Bandits (CBA)
- 1992-1994 :  JDA Dijon (Pro A) et  Suns de Phoenix (NBA)
- 1994-1995 :  JDA Dijon (Pro A) puis  Hoops de Grand Rapids (CBA) puis  Real Madrid (Liga ACB)
- 1995 :  Tuborg SK
- 1995-1996 :  Sioux Falls Skyforce (CBA) puis  Panteras de Miranda (1re division) puis  Karşıyaka Basket (1re division)
- 1996-1997 :  Montpellier PB (Pro A)
- 1997-1998 :  Cholet Basket (Pro A)
- 1998-1999 :  Toulouse (Pro A)
- 1999-2000 :  Illiaburn Clube (1re division)
- 2000-2001 :  JDA Dijon (Pro A) puis  Bree BBC
- 2001-2002 :  Scafati Basket puis  STB Le Havre (Pro A)

## Palmarès
- Vainqueur de la Coupe de la Ligue : 1993
- Vainqueur de la Coupe de France en 1998
- Meilleur scoreur de Pro A en 1994
- Meilleur intercepteur de Pro A en 1994